# Vérvirág
A vérvirág (Haemanthus) a spárgavirágúak (Asparagales) rendjébe tartozó amarilliszfélék (Amaryllidaceae) családjának egyik nemzetsége néhány tucat fajjal.

## Származása, elterjedése
A fokföldi flórabirodalomban fejlődött ki.

## Megjelenése, felépítése
Kevés vastag levele van – gyakran csak kettő. Ezek többnyire egymással szemben, egy síkban állnak. Virágkocsánya kurta, sok kis virága ernyővirágzatban nyílik.

## Életmódja, termőhelye
Igényei rokonához, a hölgylilioméhoz hasonlóak. A busmanok Haemanthus toxicarius nedvéből készítik nyílmérgüket.

## Felhasználása
Több faját dísznövénynek ültetik.

## Rendszertani felosztása
Ismertebb fajok:
- fehér vérvirág (Haemanthus albiflos)
- Haemanthus amarylloides
- Haemanthus avasimontanus
- Haemanthus barkerae
- Haemanthus canaliculatus
- Haemanthus carneus
- Haemanthus coccineus
- Haemanthus crispus
- Haemanthus dasyphyllus
- Haemanthus deformis
- Haemanthus graniticus
- Haemanthus humilis
- Haemanthus lanceaefolius
- Haemanthus montanus
- Haemanthus namaquensis
- Haemanthus nortieri
- Haemanthus pauculifolius
- Haemanthus pubescens
- Haemanthus pumilio
- Haemanthus sanguineus
- Haemanthus tristis
- Haemanthus unifoliatus